# 藁座

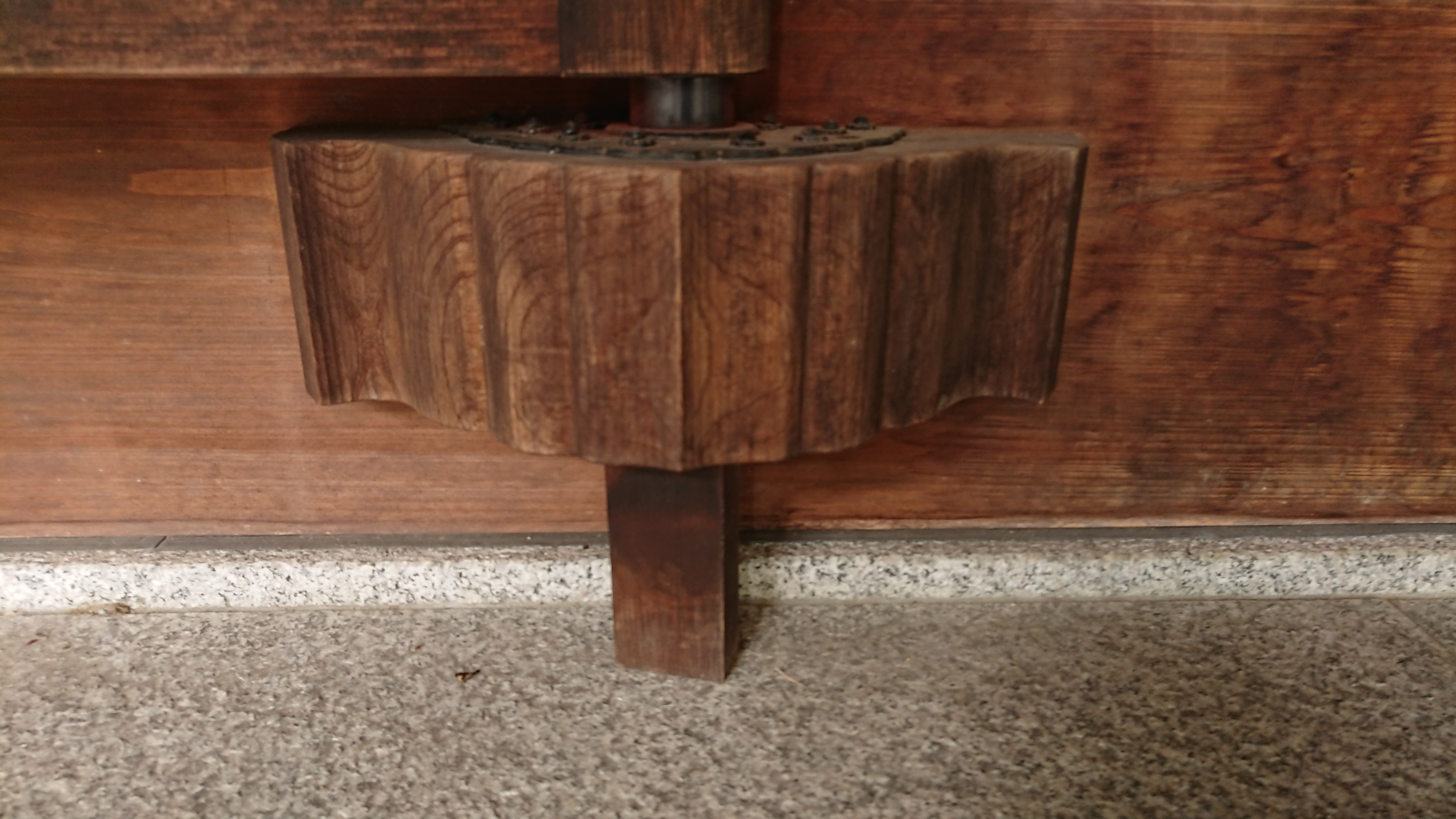
聖福寺仏殿（福岡市）藁座

藁座（わらざ）は、日本建築の部材のひとつである。扉の軸受のことであるが、その指し示すところに関して天沼俊一は、「軸を受ける金物をいう人と、天竺様木鼻を背中合わせにしたような木製の軸承をいう人と、両方ただ『藁座』で片付けている人と、いろいろある」としながら、前者を藁座金物（わらざかなもの）、前者を単に藁座と呼ぶことを提案している。本稿においては両方について説明する。

## 藁座金物
和様建築においては、唐様のように軸受に特殊系の部材を用いることはなく、長押、あるいは戸口の周りに配した幣軸に軸穴を開け、直接そこに板扉を建て込むのが一般的である。藁座金物（わらざかなもの）は、この扉の軸が入る穴を補強するため用いる金物のことである。藁座金物は通例として四葉や懸魚のような形態をとる。金の藁座（かねのわらざ）、藁座金具（わらざかなぐ）などとも呼称する。
この歴史については定かではないものの、奈良時代の建築には例がなく、天喜元年（1053年）の平等院鳳凰堂や天治元年（1124年）の中尊寺金色堂などに用いられるものが古い。天沼俊一は中尊寺金色堂の板扉に藁座に類似する突起があることに着目し、これが木製藁座の原型となっているのではないかという指摘をおこなっている。

## 藁座
前述した通り、天沼は藁座の原型が日本にすでにあったのではないかと指摘しているものの、概して藁座は禅宗様・大仏様建築が移入された鎌倉期以降あらわれたものであると考えられている。これらの様式においては長押を用いず、木製の特殊部材である藁座（わらざ）を上部の内法貫と下部の地覆に打ち付け、軸受として用いる。藁座金物と区別するためこれを木の藁座（きのわらざ）と呼称することもある。
初期の例としては建久3年（1192年）の浄土寺浄土堂や、正治元年（1199年）の東大寺南大門がある。東大寺南大門がそうであるように、一般的には木鼻様のかたちをしているが、桃山時代に入ると側面に飾り金具や装飾を入れる例、あるいは藁座自体を装飾とする例もあらわれる。前者の例としては高台寺霊屋、後者の例としては筥崎宮楼門がある。さらに、江戸時代に入るとヘチマのような形をした瓜形の藁座、魚の浮袋のような形をした気泡型の藁座などがあらわれる。